# Жак Вилньов-старши
Жак Вилньов-старши (на френски: Jacques Villeneuve (oncle)) е пилот от Формула 1.
Роден е в гр. Бертиервил (Berthierville), Шамбли, Квебек, Канада на 4 ноември, 1953 г. Брат е на Жил Вилньов и чичо на световния шампион във Формула 1 за 1997 г. Жак Вилньов.